# 킴 와일드
킴 와일드(영어: Kim Wilde, 1960년 11월 18일 ~ )는 잉글랜드의 가수이다.
1960년 영국 미들섹스 주 치즈위크에서 태어났다. 그녀의 아버지는 1950년대에 활동한 록 가수였고, 어머니도 가수였다. 1981년 1월, 가수로 데뷔하자마자 인기를 끌었다. 빌보드 1위 "you keep me hangin' on", 빌보드 25위 "kids in america", 유럽을 강타한 "cambodia" 등이 히트곡이고 금발머리에 뛰어난 외모와 독특한 음색으로 인기를 누렸다. 그녀는 현재까지 가수로 활동 중이다.

## 음반 목록

### 정규
- 《KIM WILDE》 (1981)
- 《SELECT 》 (1982)
- 《CATCH AS CATCH CAN》 (1983)
- 《Teases & Dares》 (1984)
- 《ANOTHER STEP》 (1986)
- 《CLOSE 》 (1988)
- 《LOVE MOVES 》 (1990)
- 《Love is 》 (1992)
- 《NOW & FOREVER》 (1995)
- 《Never Say Never》 (2006)
- 《COME OUT AND PLAY》 (2010)
- 《Snapshots》 (2011)
- 《Wilde Winter Songbook》 (2013)
- 《Here Come the Aliens》 (2018)
- 《Closer》 (2025)

## 수상
- 1988년 유럽 레코드 플래티넘 여자가수상

## 관련 전기
- Gardening with Children (2005년)
- The First-Time Gardener (2006년)